# مدار ۷۱ درجه شمالی
مدار ۷۱ درجه شمالی، دایره‌ای از عرض جغرافیایی است که در ۷۱ درجهٔ شمالی خط استوا  قرار دارد.

## گذر از مناطق
از نصف‌النهار مبدأ شروع می‌شود و به سمت مشرق ۷۱ درجه شمالی از موارد زیر گذر می‌کند:
| مختصات‌ها                                             | کشور، قلمرو یا دریا | توضیحات                                                      |
| ---------------------------------------------------- | ------------------- | ------------------------------------------------------------ |
| ۷۱°۰′ شمالی ۰°۰′ شرقی / ۷۱٫۰۰۰°شمالی ۰٫۰۰۰°شرقی      | اقیانوس اطلس        | دریای نروژ                                                   |
| ۷۱°۰′ شمالی ۲۳°۵۱′ شرقی / ۷۱٫۰۰۰°شمالی ۲۳٫۸۵۰°شرقی   | نروژ                | جزیرهٔ Rolvsøy, Havøya, Måsøy, Magerøya                       |
| ۷۱°۰′ شمالی ۲۶°۸′ شرقی / ۷۱٫۰۰۰°شمالی ۲۶٫۱۳۳°شرقی    | دریای بارنتز        |                                                              |
| ۷۱°۰′ شمالی ۲۷°۱۵′ شرقی / ۷۱٫۰۰۰°شمالی ۲۷٫۲۵۰°شرقی   | نروژ                | Nordkinn Peninsula                                           |
| ۷۱°۰′ شمالی ۲۸°۲۶′ شرقی / ۷۱٫۰۰۰°شمالی ۲۸٫۴۳۳°شرقی   | دریای بارنتز        |                                                              |
| ۷۱°۰′ شمالی ۵۳°۰′ شرقی / ۷۱٫۰۰۰°شمالی ۵۳٫۰۰۰°شرقی    | روسیه               | نوایا زملیا - جزیرهٔ Mezhdusharskiy و Yuzhny                  |
| ۷۱°۰′ شمالی ۵۶°۴۰′ شرقی / ۷۱٫۰۰۰°شمالی ۵۶٫۶۶۷°شرقی   | دریای کارا          |                                                              |
| ۷۱°۰′ شمالی ۶۶°۴۱′ شرقی / ۷۱٫۰۰۰°شمالی ۶۶٫۶۸۳°شرقی   | روسیه               | Yamal Peninsula                                              |
| ۷۱°۰′ شمالی ۷۲°۳۵′ شرقی / ۷۱٫۰۰۰°شمالی ۷۲٫۵۸۳°شرقی   | Gulf of Ob          |                                                              |
| ۷۱°۰′ شمالی ۷۳°۴۸′ شرقی / ۷۱٫۰۰۰°شمالی ۷۳٫۸۰۰°شرقی   | روسیه               | Gydan Peninsula                                              |
| ۷۱°۰′ شمالی ۸۲°۱۲′ شرقی / ۷۱٫۰۰۰°شمالی ۸۲٫۲۰۰°شرقی   | Yenisei Gulf        |                                                              |
| ۷۱°۰′ شمالی ۸۳°۲۴′ شرقی / ۷۱٫۰۰۰°شمالی ۸۳٫۴۰۰°شرقی   | روسیه               |                                                              |
| ۷۱°۰′ شمالی ۱۳۰°۱۵′ شرقی / ۷۱٫۰۰۰°شمالی ۱۳۰٫۲۵۰°شرقی | دریای لاپتف         | Buor-Khaya Gulf                                              |
| ۷۱°۰′ شمالی ۱۳۱°۴۶′ شرقی / ۷۱٫۰۰۰°شمالی ۱۳۱٫۷۶۷°شرقی | روسیه               |                                                              |
| ۷۱°۰′ شمالی ۱۵۲°۷′ شرقی / ۷۱٫۰۰۰°شمالی ۱۵۲٫۱۱۷°شرقی  | دریای سیبری شرقی    |                                                              |
| ۷۱°۰′ شمالی ۱۵۴°۵۰′ شرقی / ۷۱٫۰۰۰°شمالی ۱۵۴٫۸۳۳°شرقی | روسیه               |                                                              |
| ۷۱°۰′ شمالی ۱۵۸°۸′ شرقی / ۷۱٫۰۰۰°شمالی ۱۵۸٫۱۳۳°شرقی  | دریای سیبری شرقی    |                                                              |
| ۷۱°۰′ شمالی ۱۷۸°۳۷′ شرقی / ۷۱٫۰۰۰°شمالی ۱۷۸٫۶۱۷°شرقی | روسیه               | جزیره ورانگل                                                 |
| ۷۱°۰′ شمالی ۱۷۸°۱۴′ غربی / ۷۱٫۰۰۰°شمالی ۱۷۸٫۲۳۳°غربی | دریای چوکچی         |                                                              |
| ۷۱°۰′ شمالی ۱۵۷°۲۳′ غربی / ۷۱٫۰۰۰°شمالی ۱۵۷٫۳۸۳°غربی | ایالات متحده آمریکا | آلاسکا - آلاسکا                                              |
| ۷۱°۰′ شمالی ۱۵۴°۳۵′ غربی / ۷۱٫۰۰۰°شمالی ۱۵۴٫۵۸۳°غربی | دریای بوفورت        |                                                              |
| ۷۱°۰′ شمالی ۱۲۷°۱۹′ غربی / ۷۱٫۰۰۰°شمالی ۱۲۷٫۳۱۷°غربی | خلیج آموندسن        | گذرکردن از جنوب جزیره بنکس, نورت‌وست تریتوریز, کانادا         |
| ۷۱°۰′ شمالی ۱۱۸°۲۴′ غربی / ۷۱٫۰۰۰°شمالی ۱۱۸٫۴۰۰°غربی | کانادا              | نورت‌وست تریتوریز - Victoria Island نوناووت - Victoria Island |
| ۷۱°۰′ شمالی ۱۰۴°۲۴′ غربی / ۷۱٫۰۰۰°شمالی ۱۰۴٫۴۰۰°غربی | M'Clintock Channel  |                                                              |
| ۷۱°۰′ شمالی ۹۹°۱۵′ غربی / ۷۱٫۰۰۰°شمالی ۹۹٫۲۵۰°غربی   | Larsen Sound        |                                                              |
| ۷۱°۰′ شمالی ۹۶°۲۸′ غربی / ۷۱٫۰۰۰°شمالی ۹۶٫۴۶۷°غربی   | کانادا              | نوناووت - Boothia Peninsula                                  |
| ۷۱°۰′ شمالی ۹۲°۵۲′ غربی / ۷۱٫۰۰۰°شمالی ۹۲٫۸۶۷°غربی   | Gulf of Boothia     |                                                              |
| ۷۱°۰′ شمالی ۸۹°۱۵′ غربی / ۷۱٫۰۰۰°شمالی ۸۹٫۲۵۰°غربی   | کانادا              | نوناووت - جزیره بافین                                        |
| ۷۱°۰′ شمالی ۸۸°۲۱′ غربی / ۷۱٫۰۰۰°شمالی ۸۸٫۳۵۰°غربی   | برن                 |                                                              |
| ۷۱°۰′ شمالی ۸۷°۱۷′ غربی / ۷۱٫۰۰۰°شمالی ۸۷٫۲۸۳°غربی   | کانادا              | نوناووت - جزیره بافین, Sillem Island و جزیره بافین again     |
| ۷۱°۰′ شمالی ۷۰°۳۴′ غربی / ۷۱٫۰۰۰°شمالی ۷۰٫۵۶۷°غربی   | خلیج بافین          |                                                              |
| ۷۱°۰′ شمالی ۵۱°۵۱′ غربی / ۷۱٫۰۰۰°شمالی ۵۱٫۸۵۰°غربی   | گرینلند             | Mainland, and the جزیرهٔ Milne Land                           |
| ۷۱°۰′ شمالی ۲۵°۴۳′ غربی / ۷۱٫۰۰۰°شمالی ۲۵٫۷۱۷°غربی   | Scoresby Sund       |                                                              |
| ۷۱°۰′ شمالی ۲۴°۱۲′ غربی / ۷۱٫۰۰۰°شمالی ۲۴٫۲۰۰°غربی   | گرینلند             | Scoresby Land                                                |
| ۷۱°۰′ شمالی ۲۱°۴۶′ غربی / ۷۱٫۰۰۰°شمالی ۲۱٫۷۶۷°غربی   | اقیانوس اطلس        | دریای گرینلند                                                |
| ۷۱°۰′ شمالی ۸°۳۰′ غربی / ۷۱٫۰۰۰°شمالی ۸٫۵۰۰°غربی     | نروژ                | جزیرهٔ یان ماین                                               |
| ۷۱°۰′ شمالی ۸°۶′ غربی / ۷۱٫۰۰۰°شمالی ۸٫۱۰۰°غربی      | اقیانوس اطلس        | دریای نروژ                                                   |